# Iglesia de San Martín (Entrena)
La iglesia parroquial de San Martín de Entrena (La Rioja, España) comenzó a construirse en el año 1545 en fábrica de sillería. 
En un principio se llamó Iglesia de Santa María la Nueva cambiándose tiempo después.

## Descripción del edificio
Se trata de una iglesia de planta rectangular, con una nave de tres tramos con capillas entre contrafuertes, crucero y cabecera ochavada de tres planos. Está cubierta por bóvedas de crucería estrellada de diferentes trazados, y posee arcos levemente apuntados.
La sacristía de tres tramos es una construcción barroca de entre los siglos XVII y XVIII, ubicada al norte de la cabecera. 
El templo tiene dos entradas enfrentadas en el segundo tramo, la situada al norte es un arco de medio punto, y la del sur del siglo XVI, formada por elementos clasicistas, se inscribe en un arco de triunfo. La torre de dos cuerpos es de finales del siglo XVI.

## Interior

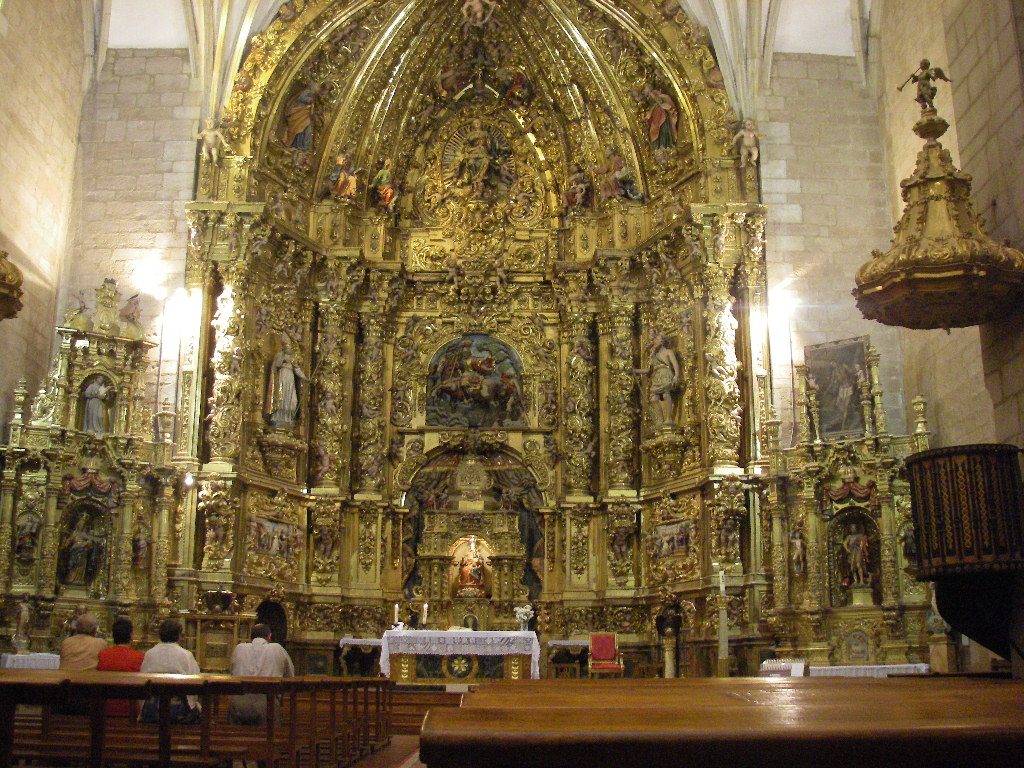
Vista del interior de la iglesia.

Dentro de la iglesia parroquial sobresalen el retablo mayor y el coro. Dicho coro consta de una sillería de nogal con 22 asientos en estilo barroco, facistol y reja a juego. En frente del coro, en posición este, como manda la tradición, se levanta el majestuoso retablo mayor. 

### Retablo
El retablo todo él construido en madera de nogal, es uno de los grandes retablos de La Rioja. Data de principios del siglo XVIII, dentro del estilo barroco churrigueresco; influenciado por las líneas de los retablos de Churriguera. Dentro del retablo destacan sus columnas salomónicas, adornadas con motivos vegetales y un gran número de serafines. Además destacan las tallas a tamaño natural de los 2 patrones de Entrena y del santo titular de dicha iglesia. En el centro del retablo se encuentra la primera de estas tallas. Se representa a San Martín de Tours montando a caballo y partiendo su capa y el pobre. A la derecha de este se encuentra la segunda talla. Aquí podemos encontrar a un robusto San Cristóbal, y a la izquierda de San Martín, enfrente de San Cristóbal, encontramos una talla de San Blas engalanado con un detallado traje de obispo, en posición de bendecir. Debajo de cada patrón hay un relieve policromado que representa su juicio. En el ático destaca una Asunción de María y una Trinidad, ante la mirada de los evangelistas, de San Pedro y San Pablo. El sagrario construido en forma de templete le da un aire de equilibrio.